# Tervasaari (ö i Birkaland, Övre Birkaland, lat 61,97, long 24,19)
Tervasaari är en ö i Finland. Den ligger i sjön Ruovesi och i kommunen Ruovesi i den ekonomiska regionen  Övre Birkalands ekonomiska region  och landskapet Birkaland, i den södra delen av landet, 200 km norr om huvudstaden Helsingfors. Öns area är 1,1 hektar och dess största längd är 240 meter i sydöst-nordvästlig riktning.